# Pfarrkirche Buchbach

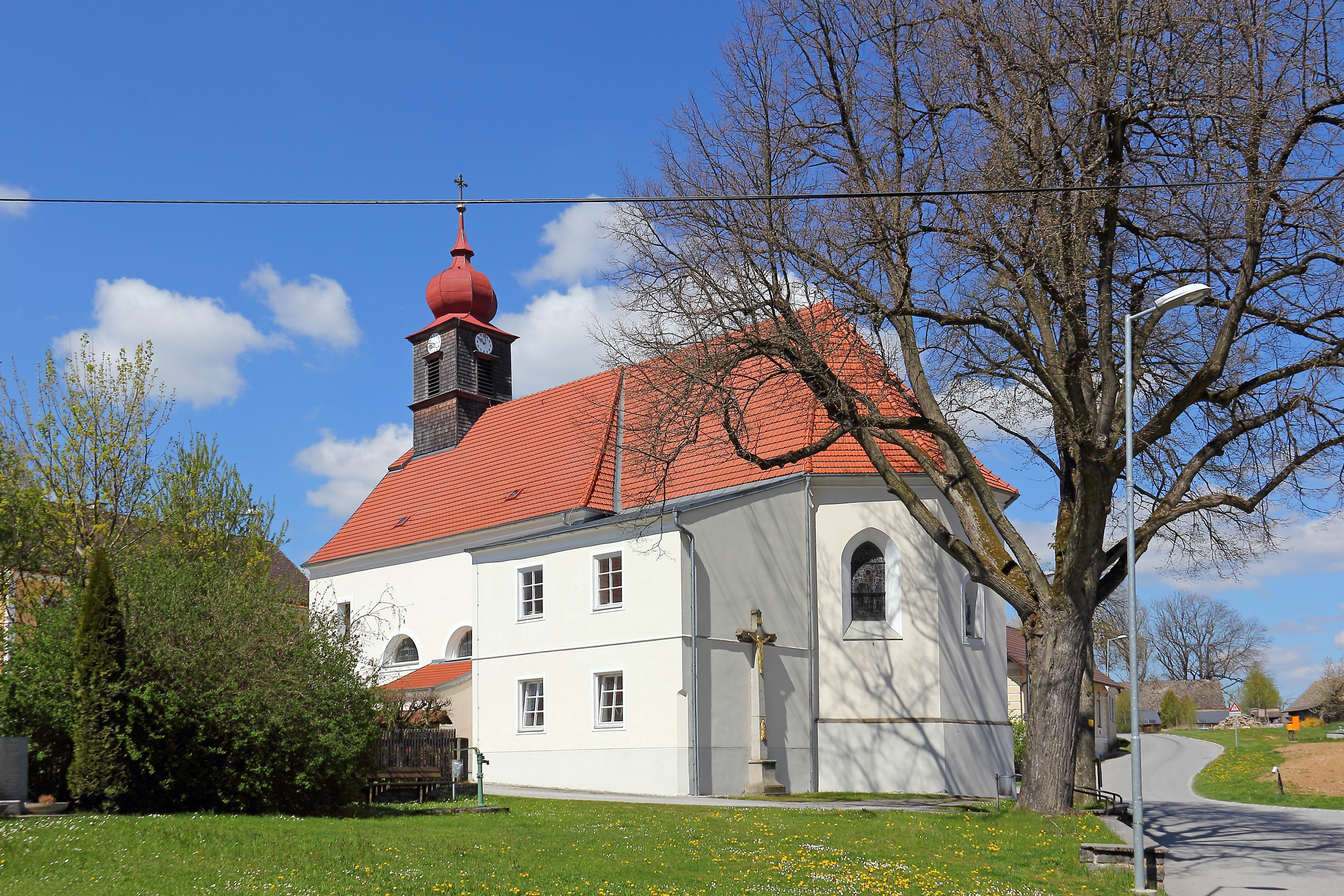
Katholische Pfarrkirche hl. Florian in Buchbach

Die Pfarrkirche Buchbach steht am westlichen Ende des Längsangers im Ort Buchbach in der Gemeinde Waidhofen an der Thaya-Land im Bezirk Waidhofen an der Thaya in Niederösterreich. Die auf den Heiligen Florian von Lorch geweihte römisch-katholische Pfarrkirche gehört zum Dekanat Waidhofen an der Thaya in der Diözese St. Pölten. Die Kirche steht unter Denkmalschutz (Listeneintrag).

## Geschichte
Die im Kern gotische Kirche wurde nach 1659 barockisiert. Die Kirche wurde 1784 zur Pfarrkirche. 1902 erhielt die Kirche einen Dachreiter.

## Architektur
Das Langhaus im Kern gotisch hat südseitig ein profiliertes Schulterbogenportal aus dem 15. Jahrhundert in einem jüngeren Vorbau. Der barocke Umbau zeigt sich mit gefaschten Rundbogenöffnungen und mit einer schlichten Giebelfassade mit einer erneuerten Ortsteinritzrahmung. Am Portalvorbau besteht eine Figurennische mit einer Figur hl. Florian aus 1906. Der Chor ist eingezogen dreiseitig geschlossen und wurde nordseitig mit einer barocken Stützmauer verstärkt. Der Chor zeigt sich mit gedrückten spitzbogigen Fenstern und einer Figurennische mit der Figur hl. Maria aus dem 19. Jahrhundert am Chorschluss. Die Dächer über einem umlaufenden Gesims sind mit Dachziegeln gedeckt. Südlich am Chor steht ein Anbau als Sakristei und Oratorium. Ein ehemaliges Friedhofskreuz ist mit 1842 bezeichnet.
Das Kircheninnere zeigt einen barockisierten Saalraum unter einer Flachdecke auf vielleicht späteren Arkadenvorlagen und mit einem Steinplattenboden. Die dreiachsige platzlunterwölbte Orgelempore steht auf gedrückten Pfeilerarkaden. Der Triumphbogen ist leicht eingezogen und gedrückt spitzbogig. Der zweijochige Chor hat ein steiles scharfgratiges Kreuzgewölbe vom Umbau 1672, südseitig besteht ein abgefastes Schulterbogenportal zur Sakristei unter einer Oratoriumsöffnung in einem ehemaligen Fenstergewände.
Die Glasmalerei im Chor zeigt die Heiligen Leopold und Klemens Maria Hofbauer aus 1910.

## Ausstattung
Der Hochaltar aus 1802 von Bockfuß ist klassizistisch gefasst.
Die Orgel baute Ferdinand Molzer 1933.